# Ioana Vrînceanu
Ioana Vrînceanu (Târgu Neamț, 7 de marzo de 1994) es una deportista rumana que compite en remo.
Participó en dos Juegos Olímpicos de Verano, obteniendo dos medallas en París 2024, oro en ocho con timonel y plata en dos sin timonel, y el sexto lugar en Tokio 2020, en la prueba de ocho con timonel.
Ganó cuatro medallas en el Campeonato Mundial de Remo entre los años 2017 y 2023, y once medallas en el Campeonato Europeo de Remo entre los años 2017 y 2024.

## Palmarés internacional
| Juegos Olímpicos   | Juegos Olímpicos          | Juegos Olímpicos  | Juegos Olímpicos   |
| Año                | Lugar                     | Medalla           | Prueba             |
| ------------------ | ------------------------- | ----------------- | ------------------ |
| 2024               | París (Francia)           | Medalla de oro    | Ocho con timonel   |
| 2024               | París (Francia)           | Medalla de plata  | Dos sin timonel    |
| Campeonato Mundial |                           |                   |                    |
| Año                | Lugar                     | Medalla           | Prueba             |
| 2017               | Sarasota (Estados Unidos) | Medalla de oro    | Ocho con timonel   |
| 2022               | Račice (República Checa)  | Medalla de oro    | Ocho con timonel   |
| 2023               | Belgrado (Serbia)         | Medalla de oro    | Ocho con timonel   |
| 2023               | Belgrado (Serbia)         | Medalla de bronce | Dos sin timonel    |
| Campeonato Europeo |                           |                   |                    |
| Año                | Lugar                     | Medalla           | Prueba             |
| 2017               | Račice (República Checa)  | Medalla de oro    | Ocho con timonel   |
| 2018               | Glasgow (Reino Unido)     | Medalla de oro    | Ocho con timonel   |
| 2019               | Lucerna (Suiza)           | Medalla de plata  | Cuatro sin timonel |
| 2020               | Poznań (Polonia)          | Medalla de oro    | Ocho con timonel   |
| 2021               | Varese (Italia)           | Medalla de oro    | Ocho con timonel   |
| 2022               | Múnich (Alemania)         | Medalla de oro    | Dos sin timonel    |
| 2022               | Múnich (Alemania)         | Medalla de oro    | Ocho con timonel   |
| 2023               | Bled (Eslovenia)          | Medalla de oro    | Dos sin timonel    |
| 2023               | Bled (Eslovenia)          | Medalla de oro    | Ocho con timonel   |
| 2024               | Szeged (Hungría)          | Medalla de oro    | Dos sin timonel    |
| 2024               | Szeged (Hungría)          | Medalla de oro    | Ocho con timonel   |